# Vanja Rupena
Vanja Rupena (* 18. April 1978 in Koper, Slowenien) ist ein kroatisches Model. Sie war 1996 Miss Kroatien.

## Leben
Rupena wuchs in Umag auf, wo ihre Familie herkommt. Sie lebt durchgehend in Umag und Mailand.

## Karriere
Rupena wurde 1996 in Zagreb zur Miss Kroatien 1996 gekürt und nahm im selben Jahr in Bangalore für Kroatien an der Wahl zur Miss World teil. Seither arbeitet sie hauptsächlich als Model.  

### Auftraggeber
Rupena zierte die Titelseiten der bekanntesten Zeitschriften der Welt, darunter Marie Claire, Cosmopolitan, Harper’s Bazaar, Vogue und Elle. Sie machte unter anderem Werbung für Rado, Illy, Gran Pavesi, Golden Lady, Lepel, Les Tropeziennes, Liberty, Valery, Fila, Breil Watches, Físico und Michael Kors. Sie lief für verschiedene Designer wie Roberto Cavalli, Valentino Garavani, Laura Biagiotti, Extè und Rosa Cha.
Rupena ist derzeit das international bekannteste Model aus Kroatien.

### Hrvatski Top Model
Einen noch höheren Bekanntheitsgrad erzielte Rupena durch die Moderation der zweiten Staffel der Castingshow Hrvatski Top Model, der kroatischen Version von America’s Next Top Model. Die erste Staffel hatte Tatjana Jurić moderiert. Die zweite Staffel mit Vanja Rupena wurde von September bis November 2010 auf dem kroatischen Fernsehsender RTL Televizija ausgestrahlt. Rupena wirkte neben dem Starstylisten Saša Joka und der Designerin Tihana Harapin Zalepugin als Chefjurorin mit. Als Siegerin wurde die 20-jährige Rafaela Franić aus Trogir gekürt. Nach der zweiten Staffel wurde die Sendung eingestellt.

### Fernsehen
Rupena war 2008 als Gast in der Fernsehshow Ciao Darwin und wurde mehrmals von Piero Chiambretti in seine Talkshow Markette eingeladen. Seither ist sie oft im italienischen Fernsehen zu sehen.

### Modelagenturen
- Croatian Models, Zagreb
- The Fashion Model Management, Mailand
- Max Models, Kapstadt
- Nova Models, München
- WW Model Management, New York
- Stella Models, Wien
- Wilhelmina Models, New York
- IMG Models, London

| Personendaten    | Personendaten     |
| ---------------- | ----------------- |
| NAME             | Rupena, Vanja     |
| KURZBESCHREIBUNG | kroatisches Model |
| GEBURTSDATUM     | 18. April 1978    |
| GEBURTSORT       | Koper, Slowenien  |